# Noël-Antoine Pierre
Pour les articles homonymes, voir Pierre.
Noël-Antoine Pierre, né le 23 juin 1995 à Saint-Martin-d'Hères (Auvergne-Rhône-Alpes), est un patineur artistique français de couple, double vice-champion de France 2021 et 2022 avec sa partenaire Coline Keriven.

## Biographie

### Carrière sportive
Noël-Antoine Pierre commence le patinage artistique en simple. Il participe notamment aux championnats nationaux de 2012 et de 2014.
Il s'oriente ensuite vers la catégorie des couples artistiques. Il patine avec sa partenaire Coline Keriven. Ensemble, ils représentent la France à deux championnats européens (2020 à Graz et 2022 à Talinn) et un mondial (2021 à Stockholm).
Il patine avec Lori-Ann Matte lors de la saison 2023/2024, puis Tilda Alteryd pour la saison 2024/2025.

## Palmarès
Avec deux partenaires :
- Coline Keriven (5 saisons : 2017-2022)
- Lori-Ann Matte (1 saison : 2023-2024)
- Tilda Alteryd (1 saison : 2024-2025)

| Compétitions/ Années                                                                               | 2018    | 2019    | 2020    | 2021    | 2022    |  | 2023    | 2024    |  | 2025    |  |  |  |  |
| Jeux olympiques d'hiver                                                                            |         |         |         |         |         |  |         |         |  |         |  |  |  |  |
| Championnats du monde                                                                              |         |         | CA      | 23e     |         |  |         |         |  |         |  |  |  |  |
| Championnats d'Europe                                                                              |         |         | 11e     | CA      | 17e     |  |         |         |  |         |  |  |  |  |
| Championnats de France                                                                             | 3e      | F       | 3e      | 2e      | 2e      |  |         | I       |  |         |  |  |  |  |
| |         |         |         |         |         |  |         |         |  |         |  |  |  |  |
| Grand Prix ISU                                                                                     | 2017/18 | 2018/19 | 2019/20 | 2020/21 | 2021/22 |  | 2022/23 | 2023/24 |  | 2024/25 |  |  |  |  |
| Trophée de France                                                                                  |         |         |         | CA      | 8e      |  |         |         |  |         |  |  |  |  |
| Légende : F = Forfait ; I = Invité ; CA = Compétitions annulées à cause de la pandémie de Covid-19 |         |         |         |         |         |  |         |         |  |         |  |  |  |  |